# Giulia Gatto-Monticone
Giulia Gatto-Monticone (ur. 18 listopada 1987 w Turynie) – włoska tenisistka.

## Kariera tenisowa
Tenisistka występująca głównie w turniejach ITF. W przeciągu kariery wygrała jedenaście turniejów singlowych i dwadzieścia pięć deblowych rangi ITF. 3 lutego 2020 zajmowała najwyższe miejsce w rankingu singlowym WTA Tour – 148. pozycję, natomiast 27 października 2014 osiągnęła najwyższą lokatę w deblu – 200. miejsce.
We wrześniu 2020 w finale zawodów deblowych w Pradze razem z Nadią Podoroską uległy parze Lidzija Marozawa–Andreea Mitu wynikiem 4:6, 4:6.

## Finały turniejów WTA
| Legenda                     | Legenda |
| --------------------------- | ------- |
| Wielki Szlem                |         |
| Igrzyska olimpijskie        |         |
| WTA Tour Championships      |         |
| 2009 – 2020                 |         |
| WTA Premier Mandatory       |         |
| WTA Premier 5               |         |
| WTA Premier                 |         |
| WTA International Series    |         |
| WTA 125K series (2012–2020) |         |

### Gra podwójna 1 (0–1)
| Końcowy wynik | Nr | Data            | Turniej | Nawierzchnia | Partnerka       | Przeciwniczki                 | Wynik finału |
| ------------- | -- | --------------- | ------- | ------------ | --------------- | ----------------------------- | ------------ |
| Finalistka    | 1. | 6 września 2020 | Praga   | Ceglana      | Nadia Podoroska | Lidzija Marozawa Andreea Mitu | 4:6, 4:6     |

## Wygrane turnieje rangi ITF
| turnieje z pulą nagród 100 000 $ |
| turnieje z pulą nagród 80 000 $  |
| turnieje z pulą nagród 60 000 $  |
| turnieje z pulą nagród 25 000 $  |
| turnieje z pulą nagród 15 000 $  |
| turnieje z pulą nagród 10 000 $  |

### Gra pojedyncza
|     | Data       | Turniej  | Kat. | ($)    | Naw.     | Finalistka           | Wynik         |
| 1.  | 19/07/2008 | Imola    | ITF  | 10 000 | dywanowa | Julia Mayr           | 6:2, 6:1      |
| 2.  | 20/10/2008 | Oristano | ITF  | 10 000 | twarda   | Silvia Disderi       | 6:2, 6:2      |
| 3.  | 25/05/2009 | Pitești  | ITF  | 10 000 | ziemna   | Tanya Germanlieva    | 6:3, 6:3      |
| 4.  | 25/08/2009 | Arezzo   | ITF  | 10 000 | ziemna   | Chanel Simmonds      | 7:5, 6:3      |
| 5.  | 25/08/2009 | Imola    | ITF  | 25 000 | dywanowa | Federica Quercia     | 6:1, 6:3      |
| 6.  | 21/08/2016 | Gałacz   | ITF  | 10 000 | ziemna   | Oana Georgeta Simion | 6:3, 6:4      |
| 7.  | 07/10/2016 | Telde    | ITF  | 10 000 | ziemna   | Leonie Küng          | 2:6, 6:1, 6:3 |
| 8.  | 30/04/2017 | Pula     | ITF  | 25 000 | ziemna   | Irina Bara           | 3:6, 7:5, 6:4 |
| 9.  | 07/10/2018 | Óbidos   | ITF  | 25 000 | twarda   | Greet Minnen         | 7:5, 6:4      |
| 10. | 31/03/2019 | Kōfu     | ITF  | 25 000 | twarda   | Lara Salden          | 6:2, 6:1      |
| 11. | 24/11/2019 | Solarino | ITF  | 25 000 | dywanowa | Jana Fett            | 2:6, 6:3, 7:5 |